# Семёнов, Станислав Аланович
Станислав Аланович Семёнов (8 декабря (по другим данным — 12 августа) 1990 года) — российский дзюдоист, чемпион и призёр чемпионатов России, призёр чемпионата Европы в командном зачёте, мастер спорта России (2010), мастер спорта России международного класса (2016). Победитель чемпионата Европы по дзюдо среди клубов 2016 года в составе тюменского «Нового Потока». Лейтенант полиции.
Служит оперуполномоченным ОСН «Гром» УКОН МВД по Республике Северная Осетия — Алания.

## Спортивные результаты
- Чемпионат России по дзюдо 2015 года — ;
- Чемпионат России по дзюдо 2016 года — ;
- Чемпионат России по дзюдо 2019 года — ;
- Чемпионат России по дзюдо 2021 года — ;